# Sipalolasma warnantae
Sipalolasma warnantae is een spinnensoort uit de familie Barychelidae. De soort komt voor in Congo.